# CHRISTMAS CHORUS
「CHRISTMAS CHORUS」（クリスマス・コーラス）は、小室哲哉が1989年12月1日にリリースした3枚目のシングル。

## 解説
オリコン最高順位2位、アルバム『Digitalian is eating breakfast』での先行シングル第3作目。カップリングは同曲のリミックス・バージョン。
前作「GRAVITY OF LOVE」同様、すべて自身が作詞・作曲・ボーカルを行っている。アコースティックギターで木根尚登、ラストのコーラスで杉並児童合唱団が参加している。
元々、1984年にTM NETWORKの1stアルバム『RAINBOW RAINBOW』製作時に「HAPPY BIRTHDAY YOUR POINT」（小室（サビ）と木根（Ａメロ）の共作曲）という仮タイトルで収録する予定だったのが、デビューアルバムで誕生の曲を入れることに賛否があり、結果見送りになった曲である。サビメロディ部分はそのまま引用され、木根が作曲したAメロ部分は1988年に村井麻里子の「REMEMBER」に使用された。2003年には当時の小室の妻であるKEIKOがこの曲をカバーしている（KEIKO名義のマキシシングル「KCO」に収録）。

## 収録曲
| 全作詞・作曲・編曲: 小室哲哉。 |                                           |          |            |      |
| #                              | タイトル                                  | 作詞     | 作曲・編曲 | 時間 |
| 1.                             | 「CHRISTMAS CHORUS」                      | 小室哲哉 | 小室哲哉   | 5:21 |
| 2.                             | 「CHRISTMAS CHORUS （EXTENDED VERSION）」 | 小室哲哉 | 小室哲哉   | 6:50 |
| 合計時間:                      | 合計時間:                                 | 12:11    |            |      |

## 収録アルバム
- Digitalian is eating breakfast (#1)
  - Digitalian is eating breakfast Special Edition (Disc 1：#1,#2、Disc 5：「Edit Ver.」「Instrumental Edit ver.」収録)